# Mesopolobus graminum
Mesopolobus graminum är en stekelart som först beskrevs av Hardh 1950.  Mesopolobus graminum ingår i släktet Mesopolobus och familjen puppglanssteklar. Arten är reproducerande i Sverige. Inga underarter finns listade i Catalogue of Life.